# Frisyr

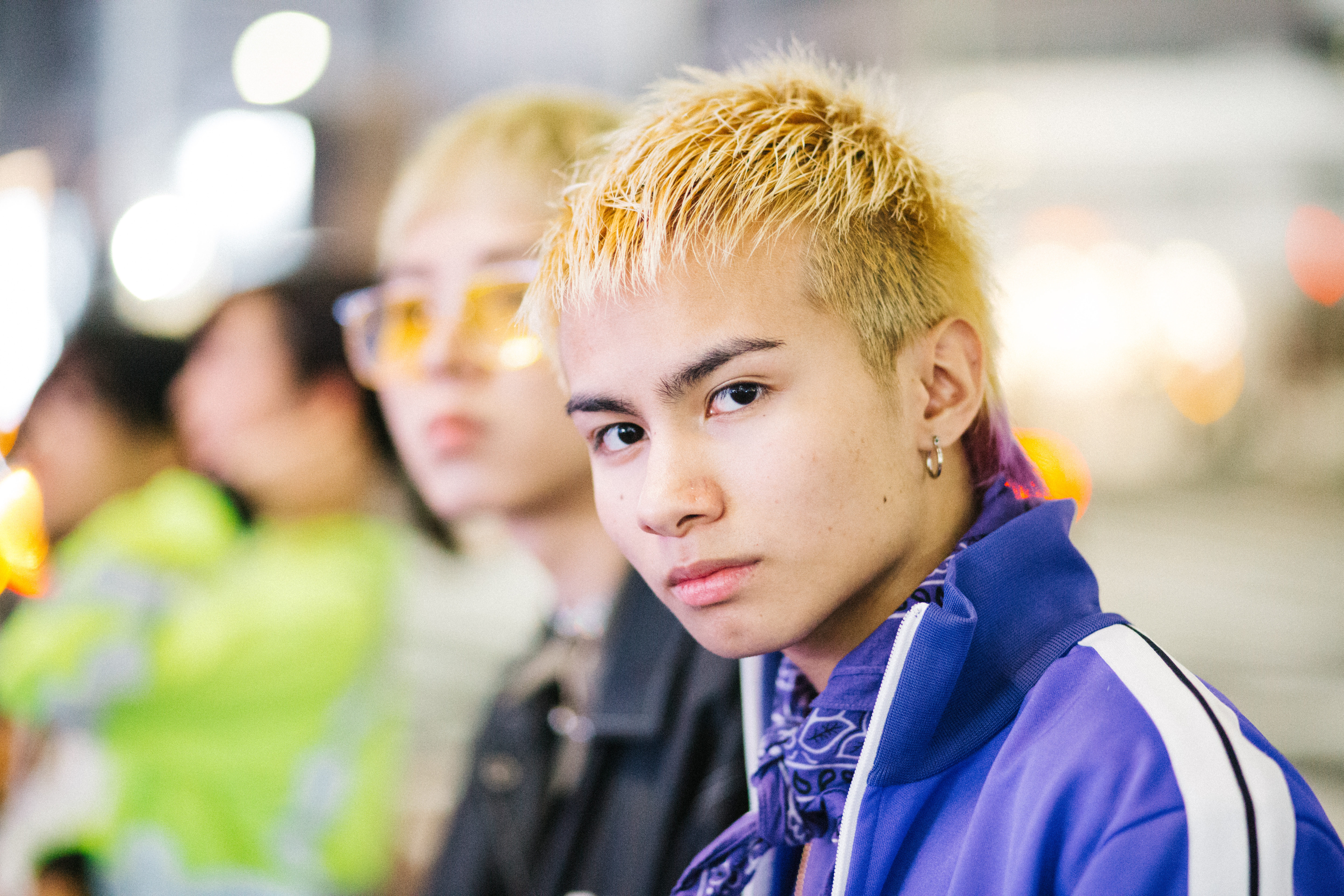
Exempel på frisyr, från 2017.

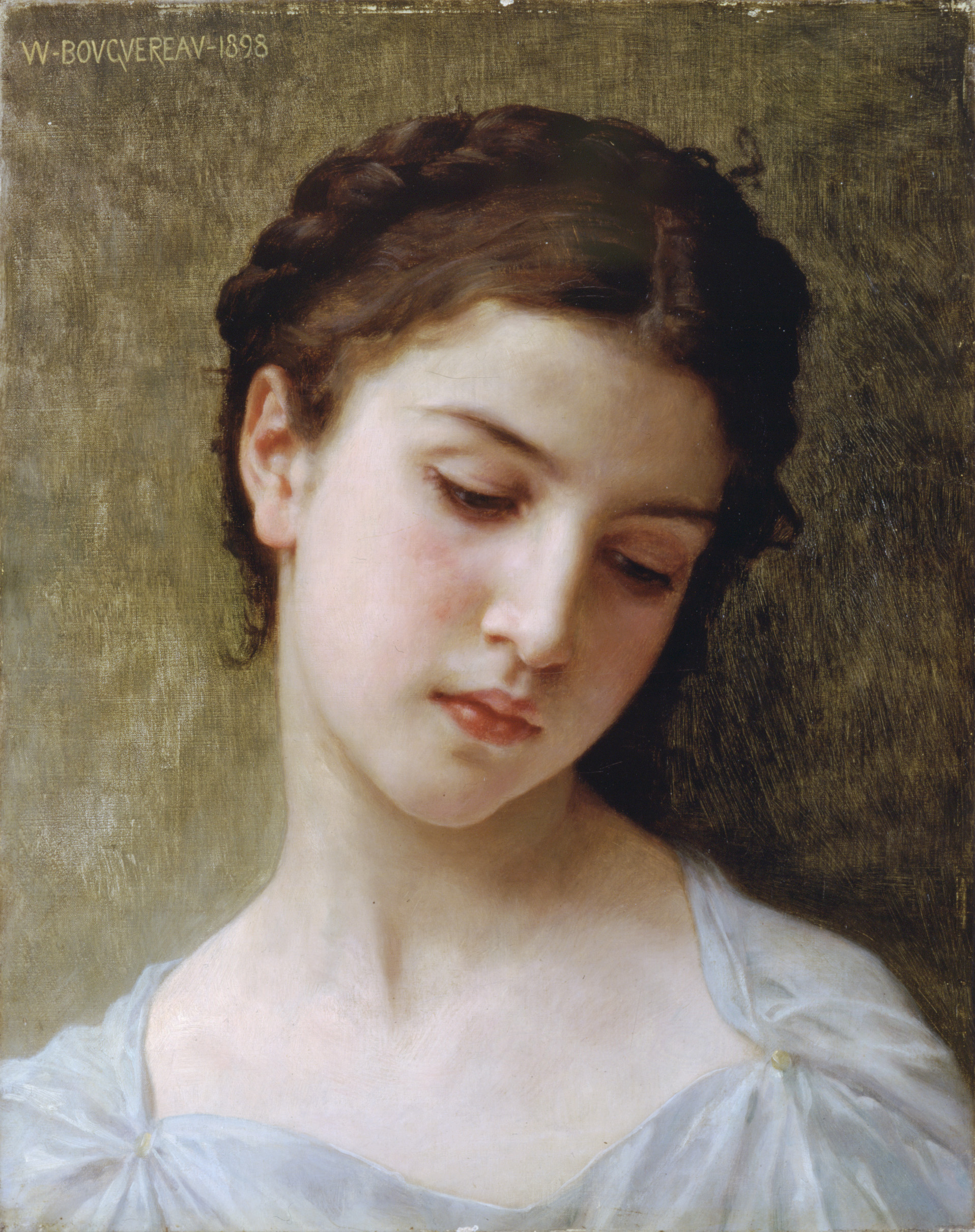
Flicka med håret i flätor (margaretaflätor) som fästs på huvudets ovansida.

Frisyr (franska frisure, av friser, krusa) är sättet på vilket hår klipps, kammas och sätts upp.
Frisyrer kan avspegla religiösa och politiska förhållanden. När Ludvig XIV som 19-åring drabbades av dysenteri och därefter håravfall så började han använda peruk. Långt hår och peruker var modernt hos både kvinnor och män i 1600- och 1700-talets Europa, men i och med den franska revolutionen så blev den kortklippta "demokratiska" frisyren på modet för män.

## Historia
Under den romerska järnåldern hade kvinnor ofta intrikata håruppsättningar även i delar av Nordeuropa. Frisyrerna antyds i romerska mynt som upphittats i södra Sverige.

### 500-talet
Efter romarrikets fall finns belägg för att hästsvans blivit populär frisyr i Sverige, samtidigt som mittbenan levde vidare. På denna tid avbildades gudarna ofta med långt hår, vilket gjorde att män inom adel och furstesläkter även ofta valde långt hår.

### 900-talet
Från 900-talet och till 1600-talet täckte kvinnor i Nordeuropa vanligen sitt hår under en hätta eller hatt. Å andra sidan hade männen ofta både långt hår och skägg, inte minst under vikingatiden.

### 1600- och 1700-talet
Under 1600-talet återkom frisyrer med stora håruppsättningar. En kvinnas hår behövde – åtminstone inte inom högre stånd – inte vara övertäckt. Både kvinnor och män i de högre klasserna utvecklade avancerade frisyrer som ofta krävde peruker och löshår. Ett tag växte frisyrhöjden inom det kvinnliga hårmodet till uppemot en halvmeters höjd, medan män ofta hade långt och lockigt hår.
Inom de lägre stånden var det dock ofta fortsatt övertäckt hår och skägglösa män som var vanligast.

### 1800-talet
Konstfulla håruppsättningar fortsatte under 1800-talet, samtidigt som en del radikala kvinnor valde att klippa håret kort; detta hade inte varit vanligt på flera hundra år. Under seklet började männen odla skägg igen, och hos kvinnor blev det nu vanligt att de uppmanades att raka sig under armarna.

### Tidigt 1900-tal
Under första halvan av 1900-talet var manliga frisyrer ofta mycket korta, samt ofta med mittbena.
På 1930-talet blev lockar populära igen. Fisörer skapade tekniken med permanentning, vilket senare lanserades även för hemmabruk.
Under mellankrigstiden minskade också kjollängden, vilket gjorde kvinnors benbehåring till ett nytt "problem". Rakhyvlar riktade direkt mot kvinnor lanserades.

### 1950- och 1960-talet
Under 1950-talet var det vanligt med brylcreme på bakåtkammade mäns frisyrer, medan hästsvans blev frisyrmode hos kvinnor.
1960-talets stora popgrupp The Beatles bildade frisyrmode, med längre hår hos män. Hos kvinnor blev det vanligt med hårsprej.

### 1970- och 1980-talet
Unisexfrisyrer, med samma hårlängd och naturligt hår för både män och kvinnor, blev vanligt under 1970-talet. Både män och kvinnor kunde nu ha permanentat hår. Hos män sågs kroppsbehåring som något virilt, och mustascher blev vanligt. Kvinnorna fick däremot lov att även raka bikinilinjen.
1980-talet bjöd på stora svängningar i frisyrmodet, inklusive med hår i en mängd olika färger. Krustången var flitigt använd. Hos männen började kroppsbehåring bli lite mindre eftertraktat.

### 1990-talet och senare
Under 1990-talet blev det allt vanligare med snabba frisyrbyten, genom framväxten av snabbfrisyrmedel. Hos män blev det vanligt med spikes eller blonda toppar, och plattång blev populärt.
Oavsett kön blev renrakad kropp allt vanligare.